# Henryk Przygodzki
Henryk Przygodzki (ur. 25 lipca 1935 w Patorach, zm. 8 sierpnia 2022) – polski polityk, poseł na Sejm PRL IX kadencji.

## Życiorys
W 1952 skończył Liceum Ogólnokształcące w Ciechanowie i roczny Kurs Pedagogiczny dający uprawnienia nauczania w szkolnictwie podstawowym. W okresie 1952–1955 nauczyciel w szkołach podstawowych w Elblągu. W latach 1955–1960 był górnikiem dołowym w Katowicach. Od 1960 prowadził własne gospodarstwo rolne. W latach 1985–1989 pełnił mandat posła na Sejm PRL IX kadencji w okręgu Ciechanów z ramienia Polskiej Zjednoczonej Partii Robotniczej. Zasiadał w Komisji Nauki i Postępu Technicznego, Komisji Rolnictwa, Leśnictwa i Gospodarki Żywnościowej oraz w Komisji Nadzwyczajnej do rozpatrzenia projektu ustawy o zmianie Konstytucji Polskiej Rzeczypospolitej Ludowej. Działacz w organizacjach spółdzielczych.
W 2002 bez powodzenia kandydował do sejmiku mazowieckiego z listy Krajowej Partii Emerytów i Rencistów. Przez wiele lat działał w Stowarzyszeniu Miłośników Opinogóry, w latach 2006–2007 był jego prezesem. Zasiadał w zespole redakcyjnym kwartalnika „Gazeta Opinogórska”, w którym pisał felietony wydane pod nazwą Widziane z Opinogóry. Pochowany 11 sierpnia 2022 na cmentarzu w Opinogórze.
Otrzymał Srebrny i Złoty Krzyż Zasługi.